# Philip Marheineke
Philip Konrad Marheineke (1er mai 1780, Hildesheim - 31 mai 1846, Berlin), est un dirigeant de l'Église protestante allemande au sein de l'Église protestante de Prusse.

## Biographie
Il est né à Hildesheim, évêché de Hildesheim, et étudie à l'Université de Göttingen. En 1805, il est nommé professeur extraordinaire de philosophie à Erlangen. En 1807, il s'installe à Heidelberg. En 1811, il devient professeur ordinaire à l'Université Humboldt de Berlin, où, à partir de 1820, il est également prédicateur à l'église Trinity et travaille avec Schleiermacher. À sa mort, il est membre du Conseil consistorial suprême.

## Travaux
D'abord influencé par Schelling, Marheineke trouve un nouveau maître dans GWF Hegel, et finit par être considéré comme le leader de la droite hégélienne. Il cherche à défendre et à expliquer toutes les doctrines orthodoxes de l'Église d'une manière orthodoxe dans les termes de la philosophie de Hegel.
Les vues développées de Marheineke sur la dogmatique sont présentées dans la troisième édition (1847) de son Die Grundlehren der christlichen Dogmatik als Wissenschaft. Lorsqu'il publie la première édition (1819), il est encore sous l'influence de Schelling; la seconde édition (1827) marque son changement de vue. Ses travaux sur la symbolique font preuve d'une profonde érudition, d'une perspicacité critique aiguë et d'une impartialité rare. Le Christliche Symbolik (1810-1814) est considéré comme son chef-d'œuvre.
Ses autres travaux comprennent Institutiones symbolicae (1812; 3e éd., 1830), Geschichte der deutschen Reformation (1816; 2e éd., 18311834); Die Reformation, ihre Entstehung und Verbreitung in Deutschland (1846; 2e éd., 1858), et Theol à titre posthume. Vorlesungen (1847-1849).
Il co-édite la série posthume Werke de Hegel (1832-1845) et une édition de 1840 de Conférences sur la philosophie de la religion.